# Gerlof Mees
Gerlof Fokko Mees (Velsen, 16 de junho de 1926 – Busselton, 31 de março de 2013) foi um ictiólogo, ornitólogo e curador de museu neerlandês.
Entre 1958 a 1963 foi curador de vertebrados (com ênfase em peixes e aves) do Western Australian Museum, e de 1963 até seu retorno à Austrália em 1991 foi curador de ornitologia do Rijksmuseum van Natuurlijke Historie, em Leiden. Tinha particular interesse na ave Zosterops, razão pela qual visitou a Ilha Norfolk duas vezes para avistá-los, registrando inclusive uma espécie atualmente extinta.

## Abreviatura (zoologia)
A abreviatura Mees  emprega-se para indicar a Gerlof Mees como autoridade na descrição e taxonomia em zoologia.